# Akkommodation (Religion)
Unter missionarischer Akkommodation oder Adaption versteht man die Anpassung einer durch Mission neu eingeführten Religion an die vorgefundenen gesellschaftlichen Verhältnisse. In der protestantischen Theologie wurde dafür oft der Begriff Einwurzelung verwendet. Ab 1975 begann sich der Terminus „Inkulturation“, auch wegen der Ähnlichkeit mit dem Wort Inkarnation, durchzusetzen.
Die Akkommodation kann in einer Angleichung an die äußeren Lebensformen (Kleidung, Nahrung, Wohnung), an die Sprache (Verwendung der Landessprache oder einer Kultsprache wie Latein), an die Ästhetik und Kunst (Baukunst, Malerei, Musik), an die sozialen Gewohnheiten und Rechtsnormen oder an die philosophisch-religiöse Denkart bestehen.
Bei der christlichen Mission übernahm die Kirche im Altertum weitgehend die Sitten der damaligen Zeit; in der Forschung wurde dazu der Begriff Germanisierung des Christentums diskutiert. Im Mittelalter wurden bei der Mission viele vorgefundene Bräuche durch christliche Bräuche ersetzt. Im Laufe der Zeit wurden die Tendenzen immer stärker, die religiösen Formen in allen Völkern zu vereinheitlichen. Die Theologie wurde durch die Scholastik auf der griechischen aristotelischen Philosophie aufgebaut. Diese Fixierung bereitete bei der Missionierung in der Neuzeit die größten Probleme.
In der römisch-katholischen Kirche ließ die jesuitische Mission ab der zweiten Hälfte des 16. Jahrhunderts im Kaiserreich China (Matteo Ricci, Johann Adam Schall von Bell) und Indien (Roberto de Nobili) die umfangreichsten Anpassungen an die vorgefundenen Bräuche zu. Da andere Missionsorden wie Dominikaner, Franziskaner und Augustiner eine Akkommodation weitgehend ablehnten, kam es zum Ritenstreit. Papst Benedikt XIV. entschied 1742 und 1744 gegen weitreichende Adaptionen, wie sie von Jesuiten praktiziert wurden.